# Martín Gálvez
Martín Gálvez (Nerva, 19 de septiembre de 1957) es un pintor español.

## Biografía

### Comienzos
Siguiendo la vocación de su padre Félix Martín Acemel —pintor-rotulista—, frecuenta el estudio del pintor Manuel Vázquez del Águila, siendo este su aprendizaje en la pintura, manejando a los cinco años paleta, pinceles y óleos. A los siete años realiza «Mi pequeña exposición» en su propia casa, los cuadros son colgados y vendidos. Es admirador de Monís Mora y Manuel Fontenla Vázquez, pero la ilusión de Martín Gálvez es encontrarse con Vázquez Díaz, pintor de la tierra, el más laureado... años más tarde gracias al tesón y a la casualidad su ilusión se hará realidad.
Entre 1966 y 1968 conoce a José María Labrador, académico numerario de la Real Academia de Bellas Artes Santa Isabel de Hungría de Sevilla, aprendiendo en su estudio las «bases» de un artista y la técnica del retrato. Comienza así su andadura artística, contando también con los preciados consejos de Gilberto Benítez y Hermenegildo Sutilo, dos grandes pintores locales. En 1970 con solo trece años, expone en el aula de dibujo técnico de las hoy desaparecidas y olvidadas Escuelas de la Sagrada Familia de Riotinto, dando sus primeras clases de pintura a compañeros y profesores. Nace «Mi visión del mundo», ambicioso proyecto, una trilogía mural. Realiza dos de los tres cuadros, hoy solo se conserva uno.

### Trayectoria
En 1972 recibe el primer premio de Artes Decorativas de El Campillo, Huelva: Bailarina en el abismo - Interpretación de un almanaque. En 1973, tiene lugar un hecho que le marcará para siempre... participa, a petición del jurado, como primer premio del año anterior en el II Certamen, con el cuadro Collage - Andalucía I, en la clausura se entera de que siendo otra vez primer premio, este lo anulan porque según dijeron... «Habían recibido presiones y era imposible que esta obra sea de un artista tan joven». Fue una injusticia y una explicación absurda, se revela ante tal hecho y nace «La revolución del silencio», movimiento al que se han añadido innumerables artistas, que van desde Japón hasta España, desde Perito Moreno hasta Islandia, todos ellos válidos en su quehacer diario, en su oficio, en su genialidad pero que no han tenido un marchante de arte de prestigio, solo están a la espera que años o siglos después se les valore como merecen, para entonces, en la mayoría de los casos será tarde. En 1974 crea Montajes de Navidad y llega por vez primera a Úbeda. Dos años después, por iniciativa privada sus obras salen de España. Continúa la serie «Andalucía: Diecinueve cuadros» dispersos por Roma, Hamburgo, Berlín, París, New York... quedándose con cuatro de ellos para su colección particular. en 1977 crea el club de pintura 'A Pique', en los Colegios Mayores Alcaide Astúñiga y Vélez de Mendoza en La Rábida, Huelva. Gracias a los monjes pasa horas enteras viendo, observando y analizando los frescos del maestro Vázquez Díaz en el Monasterio, han criado hongos y se están deteriorando, pronto habrá que restaurarlos. De todas formas parecen recién hechos. A finales de este año fija su residencia en Úbeda, Jaén.
En 1980, Exposición Colectiva (Adelpha) de óleos, dibujos y grabados en las Antiguas Casas Consistoriales de Úbeda. Crea escuela con... Bodegón minero, le siguieron Tres casas, Bodegón Arena, Bodegón Cinzano, 33 copas rotas, Para el Sol, Copas para una negra noche, Interpretación de la realidad interpretada, etc. En 1982 es invitado a la Exposición conmemorativa del centenario del nacimiento de Vázquez Díaz, especial para este evento proyecta y realiza El juicio final – Andalucía VII, ocasión que aprovecha para recopilar datos de Llordén, un artista de la tierra que emigró a México. En 1984 logra el tercer premio en el 2.º Certamen José María Labrador. En 1986 realiza el gran mural A través del pop en Sabiote. En la exposición colectiva 'Úbeda Abierta' expone Carta de otoño, terminada dos años antes; obra romántica con rasgos hiperrealistas. Lo hace junto a pintores consagrados como el extraordinario Memé Alvarado y Marcelo Góngora que obtuvo la Mención de Honor de la Sala Durán, Antonio Espadas padre, con todo su saber de este oficio, Domingo Molina y los futuros, con proyección internacional como Antonio Lechuga, Antonio Espadas hijo —gran escultor, imaginero y pintor— un verdadero artista, Nicolás Latorre que destaca por sus carteles y su saber en el arte alemán y los hermanos Antonio y Gregorio Camprubí, maestros en la Escuela de Arte y Oficios Casa de las Torres. En 1988 realiza Exposición Antológica —experimento para la que tendría lugar un año después— en Begíjar. En 1989 la Exposición Antológica 'XXV Años De Pintura' en Nerva, de gran éxito de público y crítica. Pero lo principal en esta ocasión, es el conocer en profundidad a dos de los maestros nervenses, Pascual que cuenta entre sorbos de aguardiente los consejos que le da a su nuevo alumno Guillermo Domínguez Toledo y como va la nueva Escuela de Arte de Nerva. Y Rosil con enriquecedoras tertulias en el centro donde abierto como nunca, gracias a su nueva amistad con Félix Martín Acemel, padre del artista, cuenta de sus andanzas por Francia y despeja dudas sobre el contrato del Banco de Andalucía por el cual Gálvez en su nueva ciudad encuentra un nexo de unión con su pueblo natal, Nerva, con solo visitar la sucursal que este banco tiene en Úbeda. Acaban los ochenta para un humilde pintor de pueblo en todo lo alto, en la cima, pero Martín Gálvez no deja de pensar en que... en esta década le fueron rechazados dos de sus cuadros más cotizados: El juicio final, de la «serie Andalucía», y Treinta y tres copas rotas en un certamen de pintura de Linares, donde solo tenía cabida expresionismo y la abstracción más trasnochada que a finales de los años sesenta estaba en pleno declive en Italia, Alemania, Francia y Estados Unidos.
En 1990, Exposición Colectiva 'Artistas plásticos en Úbeda'. Ya para entonces su obra se ha diseminado por todo el mundo. Los personajes han desaparecido de sus cuadros, cada vez hay más símbolos, objetos cotidianos testigos mudos de devenir diario, de escenas que se pierden en la mente... nubladas por el recuerdo, reflejos sobre el distorsionado cristal, sonidos acompasados sobre el pavimento... cada vez más minimalista, enigmático, introvertido, le adjudicarán certeramente el honroso título de «Pintor de la soledad». Culminará con Paisaje bucólico con olivos, un retrato introspectivo de su alma, plasmando un claustrofóbico patio interior, de paredes blancas y extrañamente de rojo inglés, desvencijadas, ajadas por el tiempo, casi sin vida. Viejos y deteriorados cables que allende fueron comunicación ahora yacen desprendidos, que se dirían dormidos esperando una primavera que nunca llegará... Brillantes e inertes tejados sueñan con ser doradas cintas de raso y jugar con el aire... lo corona un esperanzador cielo de azul cobalto y un sinuoso lirio esparce su perfume a tierra mojada por toda la escena. En 1994 realiza la exposición individual, «Malcom abre la puerta... al arte» y una colectiva «Artistas de Nerva». En 1995, participa en la colectiva en el Salón del Apeadero de los Reales Alcázares de Sevilla junto a sus «maestros». En 1999, Exposición Inaugural del Museo Vázquez Díaz.
En el año 2000, Exposición diocesana de artistas jiennenses, con motivo del Año Jubilar. Hubo otras muchas exposiciones —Quesada, Madrid, Huelva... por Europa...— con calidad pero que no harían más que engrosar esta, ya de por sí larga lista. Algunas de sus obras están en fondos de museos públicos y privados.
Colabora con todo aquel que tenga iniciativas culturales y pasa a formar parte de Atenea XXI.
Según el catálogo Úbeda forma y color (2000): «La obra de este artista, grande, no se reduce a la pintura... abarca la escultura, carteles de cine, anagramas, logotipos, inventos... a todo aquello en lo que se puede sentir la creatividad. Colaborador de revistas, locutor de radio independiente...» del futuro dice: «Mejor no hablar, tengo planes y los afronto con optimismo».
En 2005, comienza a escribir la novela Película de verano, y lo que iba a tener una duración de un año... tiene su terminación en 2016. En 2006 «Exposición Mágica para soñar», su despedida, en la sala Pintor Elbo del Hospital de Santiago de Úbeda, una completa retrospectiva de más de 40 años que abarcó todas las épocas y técnicas con muchas de sus obras más representativas. Declarando el artista a un medio de comunicación algo que sonó a sentencia, «creo que ha sido una despedida digna».
Desde el 2006 al 2011 realiza Exposiciones colectivas, en el Mercantil, en el Museo de Arte Contemporáneo Vázquez Díaz de Nerva y en la Sala Pintor Elbo del Centro Cultural Hospital de Santiago, Úbeda. En 2012, «Antología», de Martín Gálvez, en el Museo de Arte Contemporáneo Vázquez Díaz de Nerva, una retrospectiva que abarca casi 50 años de pintura. «Antolojía» es un guiño a Juan Ramón Jiménez, poeta de la tierra al que no usaba la letra «g». En esta ocasión los cuadros van acompañados de los poemas de la periodista y poeta Carmen Alcázar. También recibe el Galardón Torre de Nerva en el apartado de Artes Plásticas, por parte del Ayuntamiento de esta localidad, con asistencia del presidente de la Diputación Provincial, Ignacio Caraballo, el delegado provincial de Educación y Cultura, Vicente Zarza, el concejal de Cultura Juan Carlos Domínguez Cerrato, el alcalde de Nerva y los representantes de los grupos políticos del Consistorio.
De 2013 al 2016, a pesar de estar retirado de toda actividad cultural no deja de colaborar con otros artistas, la periodista y poetisa Carmen Alcázar, con los fotógrafo JossMan y Julio Antiñolo —entre otros muchos—, incluso reinventándose y siendo modelo. En estos años no deja de exponer colectivamente junto con su asociación Atenea XXI en Úbeda y Baeza. En 2014 da la alternativa a Eneri su hija, exponiendo un cuadro que realizaron conjuntamente en la sala Pintor Elbo, del Palacio de Exposiciones y Congresos del Hospital de Santiago, de Úbeda. El día 4 de julio participó en la Exposición en la antigua sala de sementales de Baeza para celebrar el que a pesar de todo, su creatividad sigue intacta. Todo el mes de agosto, volviendo a sus orígenes expone en la Cervecería Robles en Nerva. Pintar por pintar, ni más ni menos, disfrutar, sin las cargas filosóficas o sociales de las obras anteriores, solamente investigar y dar color al lienzo. No faltan proyectos, los más inmediatos una serie de nocturnos y de bodegones mineros.